# Nabisco Masters 1989 - Doppio
Il doppio del Nabisco Masters 1989 è stato un torneo di tennis facente parte della categoria Grand Prix.
Rick Leach e Jim Pugh erano i detentori del titolo, ma non hanno superato il round robin.
Jim Grabb e Patrick McEnroe hanno battuto in finale 7–5, 7–6, 5–7, 6–3 John Fitzgerald e Anders Järryd.

## Tabellone

### Legenda
| - Q = Qualificato - WC = Wild card - LL = Lucky loser | - ALT = Alternate - SE = Special Exempt - PR = Protected Ranking | - w/o = Walkover - r = Ritirato - d = Squalificato |

### Finali
|  | Semifinali                    | Semifinali                    | Semifinali                    | Semifinali                    | Semifinali | Semifinali | Semifinali |  |  | Finale                        | Finale                        | Finale                        | Finale | Finale | Finale | Finale |  |
|  |                               |                               |                               |                               |            |            |            |  |  |                               |                               |                               |        |        |        |        |  |
|  | Jim Grabb Patrick McEnroe     | Jim Grabb Patrick McEnroe     | Jim Grabb Patrick McEnroe     | Jim Grabb Patrick McEnroe     | 6          | 6          | 6          |  |  |                               |                               |                               |        |        |        |        |  |
|  | Pieter Aldrich Danie Visser   | Pieter Aldrich Danie Visser   | Pieter Aldrich Danie Visser   | Pieter Aldrich Danie Visser   | 4          | 1          | 3          |  |  | Jim Grabb Patrick McEnroe     | Jim Grabb Patrick McEnroe     | Jim Grabb Patrick McEnroe     | 7      | 7      | 5      | 6      |  |
|  | John Fitzgerald Anders Järryd | John Fitzgerald Anders Järryd | John Fitzgerald Anders Järryd | John Fitzgerald Anders Järryd | 7          | 7          | 6          |  |  | John Fitzgerald Anders Järryd | John Fitzgerald Anders Järryd | John Fitzgerald Anders Järryd | 5      | 6      | 7      | 3      |  |
|  | Darren Cahill Mark Kratzmann  | Darren Cahill Mark Kratzmann  | Darren Cahill Mark Kratzmann  | Darren Cahill Mark Kratzmann  | 6          | 6          | 3          |  |  |                               |                               |                               |        |        |        |        |  |

### Playoffs

#### 5º posto
|  | Finale 5º posto           |                           |   |   |   |  |
|  |                           |                           |   |   |   |  |
|  | Rick Leach Jim Pugh       | Rick Leach Jim Pugh       | 6 | 3 | 5 |  |
|  | Jorge Lozano Todd Witsken | Jorge Lozano Todd Witsken | 4 | 6 | 7 |  |

#### 7º posto
|  | 7º posto                           |                                    |                                    |                                    |                                    |   |   |  |
|  |                                    |                                    |                                    |                                    |                                    |   |   |  |
|  | Jim Courier Pete Sampras           | Jim Courier Pete Sampras           | Jim Courier Pete Sampras           | Jim Courier Pete Sampras           | Jim Courier Pete Sampras           | 6 | 6 |  |
|  | Paul Annacone Christo van Rensburg | Paul Annacone Christo van Rensburg | Paul Annacone Christo van Rensburg | Paul Annacone Christo van Rensburg | Paul Annacone Christo van Rensburg | 4 | 3 |  |

## Round Robin

### Gruppo rosso
|  |                              | Cahill Kratzmann | Courier Sampras | Grabb McEnroe      | Leach Pugh         | RR W–L | Set W–L | Game W–L | Standings |
|  | Darren Cahill Mark Kratzmann |                  | 6–2, 7–6, 7–6   | 6–7, 1–6, 4–6      | 6–3, 7–6, 7–6      | 2–1    | 6–3     | 50–44    | 2         |
|  | Jim Courier Pete Sampras     | 2–6, 6–7, 6–7    |                 | 2–6, 3–6, 3–6      | 3–6, 0–6, 3–6      | 0–3    | 0–9     | 24–55    | 4         |
|  | Jim Grabb Patrick McEnroe    | 7–6, 6–1, 6–4    | 6–2, 6–3, 6–3   |                    | 6–4, 6–2, 6–7, 6–2 | 3–0    | 9–1     | 61–34    | 1         |
|  | Rick Leach Jim Pugh          | 3–6, 6–7, 6–7    | 6–3, 6–0, 6–3   | 4–6, 2–6, 7–6, 2–6 |                    | 1–2    | 4–6     | 48–45    | 3         |

La classifica viene stilata in base ai seguenti criteri: 1) Numero di vittorie; 2) Numero di partite giocate; 3) Scontri diretti (in caso di due giocatori pari merito ); 4) Percentuale di set vinti o di games vinti (in caso di tre giocatori pari merito ); 5) Decisione della commissione.

### Gruppo blu
|  |                               | Fitzgerald Järryd       | Annacone van Rensburg | Aldrich Visser | Lozano Witsken          | RR W–L | Set W–L | Game W–L | Standings |
|  | John Fitzgerald Anders Järryd |                         | 6–3, 6–7, 6–1, 7–5    | 6–2, 7–6, 7–6  | 6–3, 3–6, 7–5, 4–6, 6–1 | 3–0    | 9–3     | 71–51    | 1         |
|  | Paul Annacone C van Rensburg  | 3–6, 7–6, 1–6, 7–5      |                       | 4–6, 2–6, 2–6  | 7–6, 6–7, 4–6, 4–6      | 0–3    | 2–9     | 45–68    | 4         |
|  | Pieter Aldrich Danie Visser   | 2–6, 6–7, 6–7           | 6–4, 6–2, 6–2         |                | 6–2, 7–6, 6–3           | 2–1    | 6–3     | 51–39    | 2         |
|  | Jorge Lozano Todd Witsken     | 3–6, 6–3, 5–7, 6–4, 1–6 | 6–7, 7–6, 6–4, 6–4    | 2–6, 6–7, 3–6  |                         | 1–2    | 5–6     | 57–62    | 3         |

La classifica viene stilata in base ai seguenti criteri: 1) Numero di vittorie; 2) Numero di partite giocate; 3) Scontri diretti (in caso di due giocatori pari merito ); 4) Percentuale di set vinti o di games vinti (in caso di tre giocatori pari merito ); 5) Decisione della commissione.